# Runaway Ralph
Runaway Ralph o Ralph, sin rumbo es una película de comedia del año 1988. Está basada en la novela de Beverly Cleary.

## Sinopsis
Ralph, el ratón, huye de su casa en su motocicleta, cuando su tío Lester, le prohibió montarla y llega a un campamento de verano llamado "Happy Acres" para niños. Allí se hace amigo de un chico solitario llamado Garfield (Fred Savage) y cuando el chico es acusado de robar un reloj, es Ralph quién se lanza al rescate y en contra de una muy pequeña posibilidad de triunfar. Ralph consigue el reloj de nuevo a partir de dos gatos mañosos y limpia el nombre de su amigo.

## Elenco
- Fred Savage como Garfield "Garf" Jerrniga.
- Conchata Ferrell como la Tía Jill.
- Sara Gilbert como Stephie.
- Kellie Martin como Karen.